# Barbara Roche
Pour les articles homonymes, voir Roche (homonymie).
Barbara Maureen Roche (née Margolis ; le 13 avril 1954) est une femme politique du parti travailliste britannique, qui est députée de Hornsey et Wood Green de 1992 à 2005. 

## Famille et éducation
Elle est la fille de Barnet et Hanna Margolis  et fait ses études à la Jewish Free School, Camden Town et Lady Margaret Hall, Oxford où elle étudie la Philosophie, politique et économie (PPE). Elle suit une formation d'avocat et est admise au barreau du Middle Temple en 1977. 

## Carrière politique
Elle s'est présentée pour la première fois au Parlement lors de l'élection partielle de 1984 à Surrey-Sud-Ouest, avant de se présenter à Hornsey et Wood Green en 1987. 
Élue pour la première fois au Parlement en 1992, elle voit sa majorité grimper à 20 500 voix en 1997. Cependant, en 2001, sa majorité a presque diminué de moitié à 10 500 voix, et en 2005, elle perd son siège. 
Sa défaite s'explique par son implication dans plusieurs des politiques les plus impopulaires du gouvernement, telles que le vote crucial du 26 mars 2003 sur la guerre en Irak  et sur l'immigration de masse . 
Un journal local l'a décrite en 2005 comme «une députée travailliste farouchement loyale, qui ne s'est rebellée contre le gouvernement que quatre fois sur 1 570» . 
Pendant son mandat au gouvernement, elle occupe plusieurs postes ministériels : sous-secrétaire d'État parlementaire au département du Commerce et de l'Industrie, 1997–1998 ; secrétaire financier du Trésor, 1999 ; ministre d'État à l'Asile et à l'Immigration, au ministère de l'Intérieur, 1999-2001 ; Bureau du Cabinet, 2001–2002 ; cabinet du vice-Premier ministre, 2002–2003. 

## Vie privée
Elle est une passionnée de théâtre et une lectrice de fiction policière . Après sa défaite en 2005 et avant les élections générales de 2010, elle tente de réintégrer les Communes, cherchant la nomination du Parti travailliste (et étant présélectionnée) dans les sièges travaillistes «sûrs» de Stockton North, Houghton & Sunderland South, Wigan, et Stalybridge & Hyde mais n'est sélectionné pour aucun d'entre eux, malgré le soutien du syndicat Unite . 